# The Golden Girls
The Golden Girls (bra: Supergatas; prt: Sarilhos com Elas) é uma série de televisão, do gênero sitcom, exibido pela NBC 14 de setembro de 1985 e 9 de maio de 1992, totalizando 7 temporadas e 180 episódios. Tem como protagonistas as atrizes Betty White, Beatrice Arthur, Rue McClanahan, e Estelle Getty, que alcançaram estrelato imediato em todo o mundo devido à grande popularidade da série até os dias atuais.
The Golden Girls recebeu elogios da crítica durante a maior parte de sua execução e ganhou vários prêmios, incluindo o Emmy do Primetime de melhor série de comédia duas vezes. Também ganhou três Globo de Ouro de melhor série de comédia ou musical. A série também foi classificada entre os 10 programas de maior audiência em seis de suas sete temporadas.  Em 2013, a TV Guide classificou The Golden Girls como número 54 em sua lista das 60 melhores séries de todos os tempos. Em 2014, o Writers Guild of America colocou o seriado no número 69 em sua lista das "101 Melhores Séries de TV Escritas de Todos os Tempos".

## Personagens
Quatro mulheres de uma certa idade moram juntas em Miami, Flórida, Estados Unidos.
Dorothy Zbornak (Beatrice Arthur) é uma professora divorciada. É natural de Brooklyn, Nova Iorque. Seu ex-marido, Stanley ("Stan") Zbornak, aparece em várias episódios.
Rose Nylund (Betty White) é viúva, natural da vila fictícia de Saint Olaf, Minnesota. Ao princípio da série trabalhava como conselheira, mas logo trabalhava na televisão.
Blanche Devereaux (Rue McClanahan) é viúva, natural de Atlanta, Geórgia. Trabalha num museu de arte e é a proprietária da casa onde moram as quatro.
Sophia Petrillo (Estelle Getty) é mãe de Dorothy. Esta viúva é natural da Sicília, mas morou muitos anos no Brooklyn. Antes do começo da série, a Sophia tinha sofrido um acidente vascular cerebral (AVC), e foi morar num lar de idosos. No primeiro episódio houve um incêndio no lar, e a Sophia acaba por viver com a filha e as outras duas mulheres.

## Sequência
Depois de terminar a série, houve uma temporada de uma série chamada The Golden Palace. Três das senhoras (Rose, Blanche, e Sophia) compram um hotel em Miami. Também nesta breve serie estavam Don Cheadle e Cheech Marin como empregados do hotel. Dorothy apareceu em dois episódios.

## Transmissão em Portugal
A série ficou conhecida por Sarilhos Com Elas, e estreou no dia 30 de Junho de 1987, na RTP2.
- Segundas a sextas-feiras, 21h30, de 30-06-1987[5] até 16-07-1987[5], num total de apenas 13 episódios nesta primeira fase de exibição[5].